# ヴァッジ国

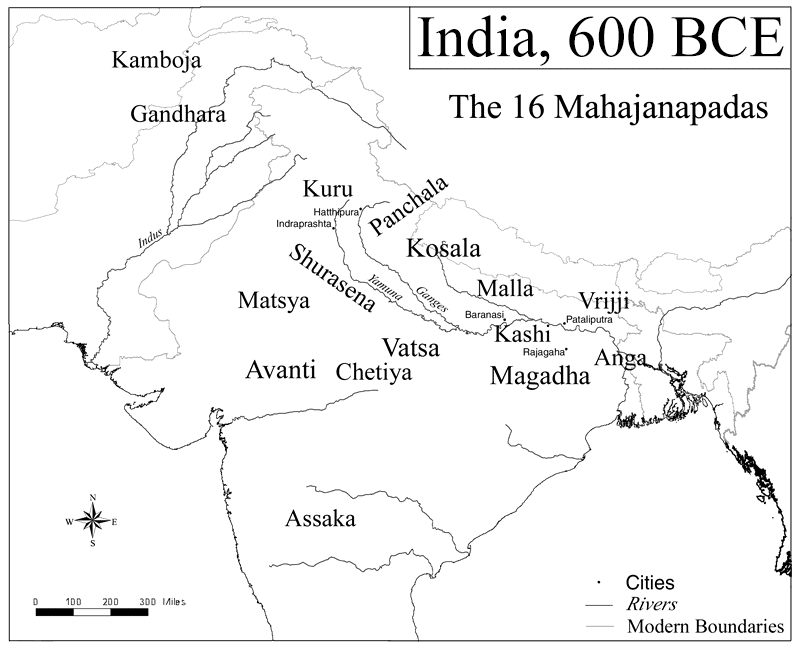
十六大国のひとつであるヴァッジ国（Vrijji）

ヴァッジ国（パーリ語 वज्जि）あるいはヴリジ国（वृजि）は、古代インドの国名。初期仏教の聖典『アングッタラ・ニカーヤ』の中で、十六大国のひとつに数えられる。首都はヴァイシャーリー。

## 位置
現在のビハール州北部にあたり、南北にはガンジス川北岸から現在のネパールまで広がり、西はガンダク川を挟んでマッラ国およびコーサラ国と隣接していた。また、東は現在のビハール州と西ベンガル州の州境付近を流れるマハーナンダ川近辺、あるいはビハール州を流れるコーシー川までで、アンガ国と接していたと考えられている。

## 民族
ヴァッジ国は、ヴァッジ族、リッチャヴィ族（離車族）、ジニャートリカ族、ヴィデーハ族など、8つの部族が連合して形成していたと伝えられている。

## 統治機構
ヴァッジ国王は、「ヴァッジ・サンガ」と呼ばれた代表議会の議長であったと考えられている。「ヴァッジ・サンガ」は、各地方からの代表者から成り、国政を取り仕切っていたものと考えられている。近年、このような古代インドの国家をガナ・サンガ国というようになっている。

## 宗教
リッチャヴィ族（離車族）は、ジャイナ教を信奉していたが、後に仏教に改めたと、仏典は伝えている。実際にブッダは、ヴァッジ国の首都ヴァイシャーリーを何度も訪問して説法していたし、仏教の修行者のための修行道場が設置されていたという記録がある。
したがって、ヴェーダの宗教に並び、ジャイナ教や仏教も盛んであったと考えられる。